# Mary Ann Radcliffe
Œuvres principales
The Female Advocate; or, An Attempt to Recover the Rights of Women from Male Usurpation, 1799
(La Femme avocate ou Une tentative de récupérer les droits des femmes de l'usurpation masculine)
Mary Ann Radcliffe, née à Nottingham en 1746  et décédée en 1818 à Edinburgh,, est une écrivaine britannique, figure du premier mouvement féministe.

## Biographie
Elle est la fille aînée d'un marchand anglais, James Clayton, et de son épouse Sarah Blatherwick, de confession catholique. Elle est baptisée le 18 juin 1746 en l'église St Nicholas de Nottingham. Son père, âgé de 70 ans à sa naissance, décède l'année de ses quatre ans. Sarah, la sœur de Mary Ann, meurt avant leur père, laissant Mary Ann comme seule héritière. Mary Ann reçoit une éducation catholique de sa mère, puis étudie au Bar Convent à York. À 15 ans, elle s'enfuit pour épouser Joseph Radcliffe, un jeune homme originaire de Coxwold, dans le Yorkshire. D'abord mariés secrètement par un prêtre catholique, les tuteurs de Mary Ann insistent pour qu'elle soit mariée selon le rite anglican. Le mariage est donc célébré à l'église St Nicholas de Nottingham le 2 mai 1762.

Il est probable que Joseph Radcliffe soit issu de la famille Radcliffe d'Ugthorpe Old Hall, mais Mary Ann, dans ses mémoires, le lie au comte de Derwentwater, une déclaration confirmée par Lord Traquair. Les parents de Joseph Radcliffe sont décrits dans la lettre III des mémoires comme vivant dans le Yorkshire, et comme un bon  « vieux couple » qui était « ravi » de voir leur seul fils survivant si confortablement marié. La première mention par Mary Ann de l'ascendance de son mari apparaît lorsqu'elle présente ses fils dans ses mémoires :
« et ensuite Joseph, ainsi nommé d'après son père, James, en mémoire de mon père, et le malheureux comte de Derwentwater, qui a perdu la vie dans la rébellion de 1715, et Charles d'après le frère du comte de D--, devenu martyr pour la même cause, en 1745, dont on m'a toujours dit que de la famille, mon mari était un descendant».
Le couple a huit enfants : Ann, Mary Sarah, Joseph, James, Charles, Winifred et Frances. Les deux derniers sont morts en bas âge.
Les difficultés financières dues à l'élargissement de leur famille contraignent Joseph Radcliffe à investir dans l'industrie sucrière, tandis que l'héritage de Mary Ann arrive à épuisement du fait de ses spéculations infructueuses. Les propriétés familiales de trois comtés héritées de James Clayton sont vendues pour payer les dettes de Joseph. À partir de 1783, le mari de Mary Ann ne peut plus subvenir aux besoins de leur famille. Elle travaille alors comme femme de ménage à Traquair House. Grâce à son travail, elle scolarise ses fils, Joseph, James et Charles.
Joseph Radcliffe Senior parvient à obtenir un emploi d'intendant de maison à Alderley Park en 1783. A son décès, en 1804, Edward Stanley, fils de Sir John et évêque de Norwich, est son exécuteur testamentaire. Le fils aîné de Mary Ann, Joseph, devient marchand. Son deuxième fils, James, pâtissier à Holborn. Enfin, son plus jeune fils Charles, après s'être enfui de l'armée, devient un peintre prospère bien que peu illustre, et décède à Salem dans le Massachusetts en 1806.

A propos de Mary Ann et de son mari, William Radcliffe, dans l'Archaeologia aeliana, or, Miscellaneous tracts relating to antiquity écrit :
"Joseph Radclyffe de Coxwold, né en 1726, a épousé l'héritière de James Clayton de Nottingham. Possédant une petite fortune propre, qui a été améliorée par celle de sa femme, il a peu de temps après son mariage gardé une maison à Grosvenor Square, avec un entraîneur et quatre, et l'a gardée selon les moyens. Sa veuve, une femme sensée et intelligente, tenait un magasin de chaussures prêt à l'emploi, vers 1795, à Oxford Street, et est maintenant (1810) à Édimbourg, à la merci, je crois, d'une vieille connaissance féminine. " 
Tout en travaillant comme femme de ménage à Traquair House pour le comte de Traquair et de son épouse, Mary Ravenscroft - ancienne camarade d'études de Mary Ann à Bar Convent - Mary Ann Radcliffe se lie d'amitié avec le théologien écossais controversé Alexander Geddes. Cette amitié durera jusqu'à la mort de Geddes en 1802. Alexander Geddes l'encouragea à suivre sa conscience, ce qui la conduit à renoncer au catholicisme. Elle s'éloigne dès lors de ses amis et de ses bienfaiteurs, ce qui accroît ses difficultés à trouver un emploi.
Ses mémoires, commencés en 1807, sont rédigés pour lever des fonds après la faillite de sa pâtisserie, installée en Écosse, près de Portobello, en raison des rhumatismes de Mary Ann et de son état de santé. Au moment de la publication de ses Mémoires en 1810, elle subsiste grâce à la charité de son amie, Mme Ferrier de St John's Hill à Édimbourg.
Mary Ann Radcliffe est souvent mentionnée comme étant décédée en 1810, date de la publication de ses mémoires. Cependant, son certificat de décès indique qu'elle est décédée en 1818 à Édimbourg. [réf. nécessaire]   Elle est inhumée dans une sépulture anonyme dans l'ancien cimetière de Calton.

## Son œuvre

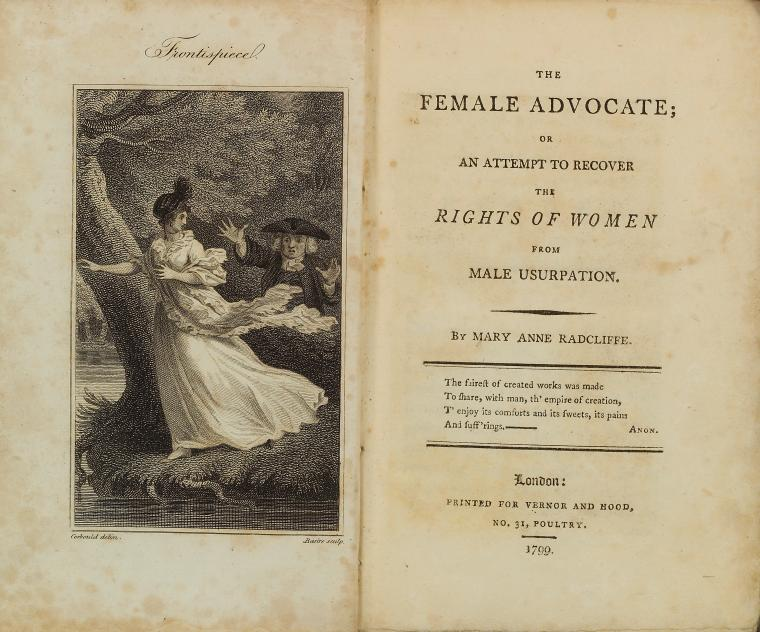
Frontispice de l'essai The Female Advocate (1799) de Mary Ann Radcliffe

Mary Ann Radcliffe est surtout connue pour son essai La Femme Avocate, ou Une tentative de récupérer les droits des femmes contre l'usurpation masculine, publié en 1799. Ce livre explique comment les hommes travaillant dans la chapellerie ont confisqué des emplois aux femmes, les forçant à se prostituer. L'argument de Mary Ann est ancré dans le christianisme. Elle souligne à quel point des femmes étaient contraintes de se tourner vers la prostitution en raison de la pauvreté et du chômage. Elle fait valoir que le manque d'éducation et les préjugés de la société, qui déterminent arbitrairement les règles de conduite de la femme dite "distinguée", l’empêchent d'obtenir un emploi dans un établissement respectable. Il existe un désaccord sur la question de la paternité de plusieurs romans gothiques qui sont attribués à Mary Ann Radcliffe. Manfroné ou le moine à une main était l'un des romans gothiques les plus populaires du début du XIXe siècle et William Makepeace Thackeray en a fait une critique élogieuse. Mais Les mémoires de Mme Mary Ann Radcliffe; dans Lettres Familières à Son Amie ne font aucune référence à Mary Ann en tant que romancière gothique. D'autres romans attribués à Mary Ann Radcliffe sont Radzivil et La Foi de Velina de Guidova, tous deux publiés en 1790 par William Lane au Minerva Press. Le magazine de poche du nouveau romancier Radclife (sic) est apparu en 1802 comme un recueil de fictions compilé «par Mme Mary Anne Radclife, de Wimbledon à Surrey». Mary Ann vivait certainement à Surrey à cette époque. Mary Ann Radcliffe déclare dans ses mémoires qu'elle avait l'intention de publier tous ses livres de manière anonyme, mais que son éditeur l'a contrainte à publier sous son nom propre pour bénéficier des similitudes de son patronyme avec celui de la plus célèbre romancière gothique Ann Radcliffe.
Son dernier livre publié, Les Mémoires de Mme Mary Ann Radcliffe; dans Lettres familières à son Amie en 1810, met en évidence la forte influence des circonstances de sa vie sur son premier livre. Les mémoires sont écrits dans un style délibérément cryptique, en utilisant des initiales au lieu de noms pour les lieux et les personnes, mais beaucoup peuvent être identifiés en utilisant des indices fournis par Radcliffe dans le texte. Par exemple, en référence à la période où elle travaillait en tant que compagne d'un homme âgé à R___, elle mentionne la maison d'en face comme étant l'endroit où la Magna Carta a été signée, ce qui permet d’identifier l'endroit comme étant Runnymede. Les journaux intimes de Lady Traquair ont permis de fournir d'autres détails sur la vie de Radcliffe, y compris sa relation avec Alexander Geddes.

## Publications
- La femme avocate ou une tentative de récupérer les droits des femmes de l'usurpation masculine . Par Mary Anne Radcliffe. Londres: Imprimé pour Vernor et Hood, NO. 31, volaille, 1799
- Les mémoires de Mme Mary Ann Radcliffe dans des lettres familières à son amie. Édimbourg : imprimé pour l'auteur et vendu par Manners & Miller, 1810